# Comuna Jeldeț, Kameanka-Buzka
Jeldeț (în ucraineană Желдець) este o comună în raionul Kameanka-Buzka, regiunea Liov, Ucraina, formată din satele Jeldeț (reședința), Krasiciîn, Mazearka, Sokil, Verenî, Vîsokofedorivka și Volea-Jovtanețka.

## Demografie
Componența lingvistică a comunei Jeldeț
     Ucraineană (99,84%)
     Alte limbi (0,1%)
Conform recensământului din 2001, majoritatea populației comunei Jeldeț era vorbitoare de ucraineană (99,84%), existând în minoritate și vorbitori de alte limbi.